# James David Ricards
James David Ricards (Wexford, 10 de enero de 1828 - Port Elizabeth, 30 de noviembre de 1893) fue un sacerdote católico, vicario apostólico de Cabo de Buena Esperanza (distrito oriental), en Sudáfrica, y obispo titular de Rhithymna.

## Biografía
James David Ricards nació el 10 de enero de 1828, en Wexford, en el condado homónimo (Irlanda). Fue ordenado sacerdote hacia el año 1850. El papa Pío IX le nombró vicario apostólico de Cabo de Buena Esperanza, Distrito Oriental (hoy Diócesis de Port Elizabeth), en Sudáfrica; al tiempo que lo hacía obispo titular de Rhithymna. Fue consagrado el 18 de junio de 1871, de manos de Marie-Jean-François Allard, vicario apostólico de Natal y obispo titular de Tharona. Gobernó el vicariato desde 1871 hasta su muerte, acaecida en Port Elizabeth, el 30 de noviembre de 1893.
Durante su gobierno se preocupó por visitar las comunidades católicas de su vasto territorio, construyó iglesias y fundó escuelas. Trajo al vicariato algunas congregaciones religiosas y apoyó la fundación de institutos de vida consagrada nativos como la Congregación de Santa Catalina de Siena de King William's Town, aprobadas por él en 1877. Ricards es el autor de panfleto The Catholic Church and the Kaffir con el que animaba a muchos misioneros a ir a Sudáfrica para llevar la fe católica a los nativos.